# Бак, Борис Аркадьевич
Бори́с Арка́дьевич (Аронович) Бак (май 1897, Знаменка, Иркутская губерния — 16 июня 1938, Коммунарка) — сотрудник ЧК-ОГПУ-НКВД СССР, комиссар государственной безопасности 3-го ранга (1935). Полномочный представитель ОГПУ-начальник УНКВД Средне-Волжского края(области). 1-й заместитель начальника управления НКВД по Московской области. Входил в состав особой тройки НКВД СССР. Расстрелян в «особом порядке». Реабилитирован посмертно.

## Биография
Уроженец села Знаменского Илгинской волости Верхоленского уезда в Иркутской губернии в еврейской семье — политического ссыльного, работавшего счетоводом. Учился в 4-классном начальном училище Иркутска, которое окончил в 1911 году. Затем окончил Иркутское ремесленное механико-техническое училище (1912—1916).
С ноября 1916 года служил рядовым в запасном батальоне Русской императорской армии в Царицыне, после окончания курсов при Иркутской школе прапорщиков в августе 1917 года — помощник командира взвода в 6-м саперном батальоне в Петрограде. Член РСДРП(б) с февраля 1917 года. Участник Октябрьского вооруженного переворота.

### Революция и гражданская война
С января 1918 года работал в отделе транспорта и связи Центросибири, где занимается организацией транспортирования грузов, налаживает телеграфную связь. Весной 1918 года был назначен на работу по обеспечению частей молодой Красной Армии Сибири вооружением и техникой. По поручению С. Г. Лазо он едет в г. Омск за получением грузовых, легковых и бронированных машин для фронта, но выполнить поручение не смог и направился в Москву. Свержение Советской власти в Сибири застало его там.
В 1918—1919 годах занимал должности уполномоченного Высшего военного совета РСФСР по Пермской железной дороге, военкома и начальника управления артиллерийского снабжения 3-й армии Восточного фронта.

### ВЧК-ОГПУ-НКВД
В декабре 1919 года отозван в распоряжение Сибревкома и направлен в Томск, где был назначен заместителем председателя Томской уездной (с мая 1920 года — губернской) ЧК. В период длительного отсутствия председателя ЧК М. Д. Бермана исполнял его обязанности. В декабре 1920 года за злоупотребление служебным положением получил строгий выговор и был переведён в Иркутск — также на должность заместителя председателя губернской ЧК. После этого, с ноября 1921 года работал на аналогичной должности в Омске, а летом 1922 года стал заместителем начальника Новониколаевского губернского отдела ГПУ.
В январе 1923 года возглавил этот отдел, в октябре 1923 года стал заместителем полпреда ОГПУ по Сибирскому краю. В ноябре 1927 года он был переведён в Самару на должность начальника губернского отдела ОГПУ (с июня 1928 года — полпред ОГПУ по Средне-Волжской области, одновременно возглавлял особый отдел Приволжского военного округа. 
26 января—10 февраля 1934 года делегат XVII съезда ВКП(б).
В марте 1935 года с должности начальника УНКВД Средне-Волжского края был переведён на должность 1-го заместителя начальника управления НКВД Московской области.
Начиная с 1928 года, активно выступал против перегибов в коллективизации, будучи полпредом ОГПУ в Самаре в 1927—1934 годах. Дал указание немедленно освобождать из КПЗ крестьян, задержанных за отказ вступить в колхозы. Вычеркнул из одного списка более двух тысяч фамилий намеченных к выселению членов семей раскулаченных. Не случайно в конце 1934 года с понижением он был переведён на другую работу.
В марте 1937 года был направлен в Архангельск в качестве начальника управления НКВД Северной области. Этот период отмечен вхождением в состав особой тройки, созданной по приказу НКВД СССР от 30.07.1937 № 00447 и активным участием в сталинских репрессиях.
Во второй половине 1937 года являлся начальником управления НКВД Северной области. Находясь в этой должности, 2 августа подписал приказ за № 1011/105, в соответствии с которым из Архангельска в Вологду направлены уполномоченные офицеры НКВД с целью «самым беспощадным образом разгромить всю банду антисоветских элементов». Они должны были вести учёт репрессированных, давать санкцию на арест по второй категории, контролировать ведение следствия по делам первой категории, представлять его результаты «тройке» в Архангельске и, получив оттуда заверенную выписку из протокола за подписью Б. А. Бака, приводить в исполнение смертный приговор. До ареста проживал : г. Архангельск, ул. К.Либкнехта, д.14.

### Закат карьеры и казнь
10 августа (по другим данным 13 августа) 1937 года был арестован. Этапирован в Москву.  Внесен в расстрельный список в «особом порядке» от 3 апреля 1938 года («Бывш. сотрудники НКВД») — «за» 1-ю категорию Жданов, Молотов, Каганович, Ворошилов). Расстрелян в «особом порядке» 16 июня 1938 года вместе с группой ответственных сотрудников НКВД СССР ( Г. И. Благонравов, В. Т. Иванов, П. А. Самойлов, В. И. Герасимов и др.), и родственниками  Г. Г. Ягоды. Место захоронения — спецобъект НКВД «Коммунарка». Реабилитирован посмертно 2 апреля 1957 года ВКВС СССР.

### Семья
В органах госбезопасности также работали брат и сестра: майор государственной безопасности Соломон Аркадьевич (Аронович) Бак (1902—1940), в 1938 арестован и в 1940 расстрелян — признан не подлежащим реабилитации; и лейтенант государственной безопасности Мария Аркадьевна (Ароновна) Берман, в девичестве Бак (работала оперуполномоченным 3-го отделения 4-го (секретно-политического) отдела ГУГБ НКВД СССР, в 1937 уволена из органов НКВД и, видимо, также репрессирована в 1938), повторно репрессирована в 1950 году. Вторая сестра Галина Ароновна, 16 марта 1938 осуждена как ЧСИР к 8 годам ИТЛ, её муж В. М. Воронков, командир 2-й Вольской моторизованной дивизии «Комбриг», расстрелян 23 января 1938 года в Саратове.
Жена — Феоктиста Николаевна Жаркова, 1894(1896) года рождения, уроженка Сибири, жительница г. Архангельска, член РКП(б) с 1919 года, до 1924 года сотрудник органов прокуратуры Новониколаевского округа, затем служащая рпазличных советских учреждений. На момент ареста заведующая столом приема жалоб Северного облисполкома, на иждивении имела ребёнка. Арестована 29.09.1937 года. Особым совещанием НКВД СССР 23.04.1938 года по ст. 58-10 ч. 1, 58-11 УК РСФСР приговорена к 8 годам ИТЛ. Срок отбывала в Темниковском ИТЛ НКВД. Освобождена в 1943 году, через год арестована повторно и заключена в Казанскую психиатрическую больницу НКВД. Освобождена в 1954 году. Сведений о дальнейшей судьбе нет. Полностью реабилитирована 21.07.1956 года.

## Награды
- Орден Красного Знамени (20 декабря 1932)
- Знак «Почётный работник ВЧК—ГПУ (V)» (№ 112 в 1922)
- Знак «Почётный работник ВЧК—ГПУ (XV)» (26 мая 1933)
- Почётный работник рабоче-крестьянской милиции (16 декабря 1933)
- Именные часы ВЦИК
- Член ЦИК СССР в 1935—1937 годах, делегат многих всесоюзных и всероссийских съездов Советов, делегат XV, XVI и XVII съездов ВКП(б).

## Комментарии
1. ↑  Ныне — в Жигаловском районе Иркутской области.